# Jan Pieterszoon Sweelinck
Jan Pieterszoon Sweelinck (1562, Deventer, Nizozemsko - 16. října 1621, Amsterdam, Nizozemsko) byl nizozemský hudební skladatel a varhaník, jeden z největších virtuózů na klávesové nástroje 16. a 17. století. Jako skladatel tvoří spojnici mezi vrcholnou renesancí (poslední velká osobnost nizozemské vokální polyfonie) a počínajícím barokem.

## Život
Narodil se na jaře roku 1562 do rodiny varhaníka Petera Swybbertszoona Sweelincka. Jeho otec se brzy odstěhoval do Amsterdamu, aby se stal varhaníkem v Oude Kerk, kde potom bude celý život působit i Jan Pietrszoon. První hudební vzdělání dostal patrně od otce, který však zemřel roku 1573, o jeho dalších studiích nejsou známy žádné věrohodné informace.
Od roku 1580 (doloženo, možná snad už o tři roky dříve) až do své smrti působil jako varhaník v Amsterdamském kostele Oude Kerk. Roku 1590 se oženil s Claesgen Puynerovou, zplodil s ní šest dětí. Zemřel 16. října 1621.
Většinu svého života strávil v Amsterdamu, zřídka vyjížděl do sousedních měst. Jeho vliv šířili především jeho žáci, kteří za ním přijížděli z celého Nizozemí, Holandska a severního pobřeží Německa. Jeho vliv se projevuje v tzv. severoněmecké škole, která zahrnovala skladatele klávesových nástrojů severoněmecké oblasti: Heinrich Scheidemann, Matthias Weckmann, Nicolaus Bruhns, Dietrich Buxtehude.

## Dílo (výběr)
Ve svých skladbách se inspiruje italskými vlivy - renesanční polyfonie, benátská technika dvousborovosti, kterou kombinuje s vlivy anglických virginalistů - melodické ozdoby a diminuce.

### Klávesové skladby
Dochovaly se pouze v opisech Sweelinckových žáků:
- 10 Fantasií
- 4 Echo-fantasie
- 15 Toccat
- 13 Chorálních variací
- 4 Variace na světské písně (Inspirace Johnem Bullem)

### Vokální skladby
(více než 250):
- 3 knihy chansonů (vydány 1592 - 94)
- Žalmy (ve čtyřech dílech, 1604, 1613, 1614 a 1621)
- madrigaly
- moteta